# Cal Menutx
Cal Menutx és un monument del municipi de Mollerussa (Pla d'Urgell) inclòs en l'Inventari del Patrimoni Arquitectònic de Catalunya.

## Descripció
Cal Menutx segueix uns esquemes típics dels edificis de principis de segle XX a Mollerussa. És una manera de fer que va tenir molta acceptació dins la població mollerussenca de les primeres dècades.
L'edifici, de planta quadrada, presenta un frontis estructurat en tres nivells. Un primer (planta baixa), el segon pis i el tercer amb un espai partit, un amb funció de golfa i un altre obert a l'exterior amb funció de terrassa.
Els dos primers nivells queden marcats per una separació feta a partir d'una motllura doble que recorre el frontis cantoner. El tercer nivell ve marcat per la barana de pedra amb calats. L'edifici té coberta plana. Al primer nivell hi ha dues portes, una a cada extrem, deixant al mig dues finestres, la finestra i la porta de la part dreta han estat modificades en establir-hi una botiga. A la part superior de les obertures i sortint de la motllura que fa de fris, emergeixen unes arcuacions que juguen entre l'arc de mig punt i l'arc escarser. Al primer pis s'hi estableix un joc de simetria: dues portes coincidint amb les de la planta inferior i, al lloc que correspondria a les finestres, una tribuna, de la qual surt, tancant les portes, una balconada de pedra idèntica a la del tercer nivell. Tot l'edifici guarda simetria respecte als seus elements. La utilització de les arcuacions donen ritme i un gran sentit decoratiu a l'edifici.

## Història
L'edifici va ser construït vers el 1920. Els actuals propietaris (1989) no saben qui va ser l'arquitecte.